# Oskar Nørland
Niels Christian Oskar Nørland (Roskilde, 4 de outubro de 1882 - 18 de maio de 1941) foi um futebolista dinamarquês, medalhista olímpico.
Oskar Nørland competiu nos Jogos Olímpicos de Verão de 1908 em Londres. Ele ganhou a medalha de prata, e repetiu o feito em Estocolmo 1912. Também jogou e foi ouro os Jogos Intercalado de 1906